# ATP Challenger Segovia
Das ATP Challenger Segovia (offizieller Name: Open Castilla y León) ist ein seit 1986 stattfindendes Tennisturnier in der spanischen Stadt Segovia. Es ist Teil der ATP Challenger Tour und wird im Freien auf Hartplatz ausgetragen. Von 1986 bis 1990 war das Turnier Teil einer Turnierserie des spanischen Tennisverbands, ehe es 1991 Teil der ATP Challenger Tour wurde. Das Turnier gewannen unter anderem die ehemaligen Weltranglistenersten Rafael Nadal im Einzel sowie Roger Federer im Doppel.

## Liste der Sieger

### Einzel
| Jahr | Sieger                | Finalgegner            | Ergebnis             |
| ---- | --------------------- | ---------------------- | -------------------- |
| 2025 | George Loffhagen      | Nicolás Álvarez Varona | 7:64, 6:74, 6:4      |
| 2024 | Antoine Escoffier     | Álex Martínez          | 6:3, 2:6, 6:3        |
| 2023 | Pablo Llamas Ruiz     | Antoine Escoffier      | 7:69, 7:65           |
| 2022 | Hugo Grenier          | Constant Lestienne     | 7:5, 6:3             |
| 2021 | Benjamin Bonzi        | Tim van Rijthoven      | 7:610, 3:6, 6:4      |
| 2020 | abgesagt              | abgesagt               | abgesagt             |
| 2019 | Nicola Kuhn           | Pawel Kotow            | 6:2, 7:64            |
| 2018 | Ugo Humbert           | Adrián Menéndez        | 6:3, 6:4             |
| 2017 | Jaume Munar           | Alex de Minaur         | 6:3, 6:4             |
| 2016 | Luca Vanni            | Illja Martschenko      | 6:4, 3:6, 6:3        |
| 2015 | Jewgeni Donskoi (2)   | Marco Chiudinelli      | 7:62, 6:3            |
| 2014 | Adrian Mannarino      | Adrián Menéndez        | 6:3, 6:0             |
| 2013 | Pablo Carreño Busta   | Albano Olivetti        | 6:4, 7:62            |
| 2012 | Jewgeni Donskoi (1)   | Albano Olivetti        | 6:1, 7:611           |
| 2011 | Karol Beck            | Grégoire Burquier      | 6:4, 7:64            |
| 2010 | Daniel Gimeno Traver  | Adrian Mannarino       | 6:4, 7:62            |
| 2009 | Feliciano López       | Adrian Mannarino       | 6:3, 6:4             |
| 2008 | Serhij Stachowskyj    | Thiago Alves           | 7:5, 7:64            |
| 2007 | Fernando Verdasco     | Alun Jones             | 6:2, 6:4             |
| 2006 | Juan Martín del Potro | Benjamin Becker        | 6:4, 5:7, 6:4        |
| 2005 | Michael Berrer        | Wang Yeu-tzuoo         | 7:5, 6:76, 6:1       |
| 2004 | Paul-Henri Mathieu    | Nicolas Mahut          | 6:74, 6:4, 6:4       |
| 2003 | Rafael Nadal          | Tomáš Zíb              | 6:2, 7:61            |
| 2002 | Olivier Mutis         | Fernando Verdasco      | 6:4, 6:2             |
| 2001 | Juan Ignacio Chela    | Oleg Ogorodov          | 6:2, 6:3             |
| 2000 | Sergi Bruguera        | Jan Siemerink          | 5:7, 6:3, 1:0 aufgg. |
| 1999 | Cyril Saulnier        | Sergi Bruguera         | 6:4, 7:5             |
| 1998 | Radek Štěpánek        | Alex Rădulescu         | 7:5, 7:5             |
| 1997 | Jordi Burillo         | Nicolas Escudé         | 6:3, 2:1 aufgg.      |
| 1996 | Jérôme Golmard        | Emilio Sánchez         | 6:4, 6:3             |
| 1995 | Rodolphe Gilbert (2)  | Emilio Sánchez         | 7:6, 7:6             |
| 1994 | Rodolphe Gilbert (1)  | Markus Zoecke          | 6:2, 6:4             |
| 1993 | Alex Antonitsch       | Jordi Burillo          | 6:3, 6:3             |
| 1992 | Guillaume Raoux       | Jörn Renzenbrink       | 7:6, 7:6             |
| 1991 | Javier Sánchez        | Francisco Montana      | 6:3, 6:2             |

### Doppel
| Jahr | Sieger                                          | Finalgegner                                   | Ergebnis           |
| ---- | ----------------------------------------------- | --------------------------------------------- | ------------------ |
| 2025 | Matías Soto Federico Zeballos                   | Arthur Reymond Luca Sanchez                   | 3:6, 7:65, [16:14] |
| 2024 | Dan Added (2) Arthur Reymond                    | Aleksandar Donski Tiago Pereira               | 6:4, 6:3           |
| 2023 | Dan Added (1) Pierre-Hugues Herbert             | Francis Alcantara Sun Fajing                  | 4:6, 6:3, [12:10]  |
| 2022 | Nicolás Álvarez Varona Iñaki Montes de la Torre | Benjamin Lock Courtney John Lock              | 7:63, 6:3          |
| 2021 | Robert Galloway Alex Lawson                     | JC Aragone Nicolás Barrientos                 | 7:68, 6:4          |
| 2020 | abgesagt                                        | abgesagt                                      | abgesagt           |
| 2019 | Sander Arends David Pel                         | Orlando Luz Felipe Meligeni Alves             | 6:4, 7:63          |
| 2018 | Andrés Artuñedo Martinavarro David Pérez Sanz   | Matías Franco Descotte João Monteiro          | 6:73, 6:3, [10:6]  |
| 2017 | Adrián Menéndez Serhij Stachowskyj              | Roberto Ortega Olmedo David Vega Hernández    | 4:6, 6:3, [10:7]   |
| 2016 | Purav Raja Divij Sharan                         | Joaquín Muñoz Hernández Akira Santillan       | 6:3, 4:6, [10:8]   |
| 2015 | Alexander Kudrjawzew (2) Denys Moltschanow      | Aljaksandr Bury Andreas Siljeström            | 6:2, 6:4           |
| 2014 | Wiktor Baluda Alexander Kudrjawzew (1)          | Brydan Klein Nikola Mektić                    | 6:2, 4:6, [10:3]   |
| 2013 | Ken Skupski Neal Skupski                        | Michail Jelgin Uladsimir Ihnazik              | 6:3, 6:74, [10:6]  |
| 2012 | Stefano Ianni Florin Mergea                     | Konstantin Krawtschuk Frank Moser             | 6:2, 6:3           |
| 2011 | Johan Brunström Frederik Nielsen                | Nicolas Mahut Lovro Zovko                     | 6:2, 3:6, [10:6]   |
| 2010 | Thiago Alves Franco Ferreiro                    | Brian Battistone Harsh Mankad                 | 6:2, 5:7, [10:8]   |
| 2009 | Nicolas Mahut Édouard Roger-Vasselin            | Serhij Stachowskyj Lovro Zovko                | 6:74, 6:3, [10:8]  |
| 2008 | Ross Hutchins Jim Thomas                        | Jaroslav Levinský Filip Polášek               | 7:63, 3:6, [10:8]  |
| 2007 | Rohan Bopanna Aisam-ul-Haq Qureshi              | Michel Kratochvil Gilles Müller               | 7:68, 6:3          |
| 2006 | Paul Baccanello Chris Guccione                  | Johan Landsberg Filip Prpic                   | 6:3, 7:62          |
| 2005 | Marcel Granollers Álex López Morón              | Daniele Bracciali Uros Vico                   | 6:4, 6:2           |
| 2004 | Igor Kunizyn Uladsimir Waltschkou               | Daniel Muñoz de la Nava Iván Navarro          | 3:6, 6:3, 6:2      |
| 2003 | Ota Fukárek Tripp Phillips                      | Jean-François Bachelot Emilio Benfele Álvarez | 6:4, 7:68          |
| 2002 | Tim Crichton Todd Perry                         | Karol Beck Sander Groen                       | 5:7, 7:63, 6:4     |
| 2001 | Wesley Moodie Shaun Rudman                      | Neville Godwin Marcos Ondruska                | 7:65, 6:3          |
| 2000 | Ashley Fisher Jason Weir-Smith                  | Jordan Kerr Damien Roberts                    | 7:65, 6:1          |
| 1999 | Roger Federer Sander Groen                      | Ota Fukárek Alejandro Hernández               | 6:4, 7:6           |
| 1998 | Radek Štěpánek Tomáš Zíb                        | José Antonio Conde Rubén Fernández Gil        | 6:3, 7:6           |
| 1997 | João Cunha e Silva Nuno Marques                 | Juan Ignacio Carrasco Brian Eagle             | 6:7, 6:2, 6:4      |
| 1996 | Jordi Burillo Emilio Sánchez                    | José Antonio Conde Nuno Marques               | 6:4, 7:5           |
| 1995 | Rodolphe Gilbert (2) Guillaume Raoux            | Sergio Casal Emilio Sánchez                   | 6:4, 6:3           |
| 1994 | Rodolphe Gilbert (1) Stéphane Simian            | Sergio Casal Emilio Sánchez                   | 6:4, 3:6, 7:6      |
| 1993 | Juan Ignacio Carrasco Mark Petchey              | Maurice Ruah Roger Smith                      | 6:2, 7:5           |
| 1992 | Michael van der Berg Joost Wijnhoud             | Nduka Odizor Roberto Saad                     | 7:6, 7:6           |
| 1991 | Francisco Clavet Javier Sánchez                 | Juan Carlos Báguena José Clavet               | 7:6, 6:2           |